# 泉州晋江国際空港
泉州晋江国際空港は、中国・福建省泉州市にある空港である。

## 概要
泉州市の中心部から南に12kmの場所にある。
1955年8月、中国人民解放軍空軍の飛行場として建設され、1980年5月、軍民共用となった。

## 就航航空会社

### 国内線
- 厦門航空 （北京/首都、上海/虹橋、広州、深圳、重慶、成都、昆明、西安、杭州、済南、武漢、舟山、長沙、南昌、鄭州）
- 深圳航空 （上海/浦東、広州、深圳、南京、舟山）
- 奥凱航空 （天津、杭州、南京、南寧）
- 四川航空 （重慶、成都、武漢、貴陽）
- 中国国際航空 （北京/首都）
- 春秋航空 （上海/虹橋）

### 国際線
| 航空会社           | 就航地                          |
| ------------------ | ------------------------------- |
| 厦門航空           | 香港 、台北/桃園                |
| 深圳航空           | 香港                            |
| グレーターベイ航空 | 香港(2025年7月25日より就航予定) |
| マカオ航空         | マカオ                          |
| フィリピン航空     | マニラ                          |

### 貨物便
- 深圳東海航空 （無錫）
- 金鵬航空 （深圳、杭州）